# Хассельбайнк, Найджел
Найджел Хассельбайнк (нидерл. Nigel Hasselbaink; 21 ноября 1990, Амстердам, Нидерланды) — суринамский и нидерландский футболист, нападающий сборной Суринама.
Найджел — племянник нидерландского футболиста Джимми Флойда Хассельбайнка.

## Биография
Хассельбайнк — воспитанник клубов «Аякс» и ПСВ. В 2009 году он был включён в заявку последнего на сезон. В 2010 году для получения игровой практики Найджел на правах аренды перешёл в «Гоу Эхед Иглз». 18 января в матче против роттердамского «Эксельсиора» он дебютировал в Эрстедивизи. По окончании сезона его контракт с ПСВ истёк и Хассельбайнк на правах свободного агента перешёл в шотландский «Гамильтон Академикал». 28 августа в матче против «Инвернесс Каледониан Тисл» он дебютировал в шотландской Премьер-лиге. 25 октября в поединке против «Килмарнока» Найджел забил свой первый гол за «Гамильтон Академикал».
Летом 2011 года Хассельбайнк присоединился к «Сент-Миррену». 25 июля в матче против «Данфермлин Атлетик» он дебютировал за новую команду. 30 июля в поединке против «Абердина» Найджел забил свой первый гол за «Сент-Миррен».
В 2012 году Хасселбайнк покинул «Сент-Миррен» и подписал контракт с «Сент-Джонстоном». 4 августа в матче против «Харт оф Мидлотиан» он дебютировал за новый клуб. 18 августа в поединке против «Абердина» Найджел забил свой первый гол за «Сент-Джонстон». В 2014 году он помог клубу завоевать Кубок Шотландии.
Летом того же года Найджел перешёл в греческую «Верию». 24 августа в матче против «Ксанти» он дебютировал в греческой Суперлиге. В начале 2015 года Хассельбайнк вернулся в «Гамильтон Академикал», где провёл полгода. Летом Найджел вернулся на родину, заключив контракт с клубом «Эксельсиор». 12 августа в матче против НЕКа он дебютировал в Эредивизи. 17 октября в поединке против своего родного клуба ПСВ Хассельбайнк забил свой первый гол за «Эксельсиор».
Летом 2017 года Найджел перешёл в израильский «Хапоэль Ирони».
Был включён в состав сборной на Золотой кубок КОНКАКАФ 2021.

## Достижения
«Сент-Джонстон»
- Обладатель Кубка Шотландии: 2013/14